# 24084 Teresaswiger
24084 Teresaswiger là một tiểu hành tinh vành đai chính với chu kỳ quỹ đạo là 1202.3597512 ngày (3.29 năm).
Nó được phát hiện ngày 10 tháng 10 năm 1999.